# Marink Reedijk
Marink Reedijk (15 november 1992) is een Nederlands voetbalcoach die sinds 2024 trainer is van SK Beveren.

## Carrière
Reedijk ging in 2010 aan de slag bij de KNVB als trainer van de U11. Na twee jaar werd hij trainer van de interprovinciale U13. In 2014, toen hij nog bij de KNVB werkzaam was, ging hij aan de slag als assistent-trainer bij de jeugd van AFC Ajax. Na een ommetje bij West Bromwich Albion keerde hij in 2016 terug naar Ajax, waar hij ditmaal hoofdtrainer werd van de U16. In 2017 keerde hij toch weer terug naar West Bromwich Albion.
In de zomer van 2018 ging hij aan de slag als assistent-trainer van de Belgische tweedeklasser KSV Roeselare. Reedijk werkte er aanvankelijk onder hoofdtrainer Jordi Condom Aulí. Na diens ontslag in november 2018 werkte hij ook nog even onder diens Spaanse opvolger Nano. Van 2021 tot 2023 was hij assistent-trainer bij SBV Vitesse. In zijn eerste seizoen werkte hij onder hoofdtrainer Thomas Letsch, vanaf september 2022 onder diens opvolger Philip Cocu.
In juni 2023 werd Reedijk aangesteld als hoofdcoach van RSCA Futures, het beloftenelftal van RSC Anderlecht dat uitkomt in Eerste klasse B. Daar werd hij de opvolger van Guillaume Gillet, die in oktober 2022 had overgenomen van de Nederlander Robin Veldman toen die op zijn beurt was overgeheveld naar het eerste elftal van Anderlecht na het ontslag van Felice Mazzù. Het seizoen 2023/24 verliep vrij wisselvallig voor de RSCA Futures, die bij de jaarwisseling nog negende stonden (op negen punten van het leidersduo Zulte Waregem-Beerschot VA), maar in de laatste veertien competitiewedstrijden van het seizoen slechts twee keer konden winnen. Daardoor waren de RSCA Futures pas vrij laat in het seizoen zeker van het behoud in Eerste klasse B. Anderzijds zetten een paar jeugspelers – waaronder Tristan Degreef, Luca Monticelli en Anas Tajaouart – grote stappen tijdens zijn bewind.
Een kleine maand na afloop van de reguliere competitie in Eerste klasse B kondigde RSC Anderlecht aan dat er na één seizoen een einde kwam aan de samenwerking tussen trainer en club. De Nederlander bleef evenwel actief in Eerste klasse B, want op 24 juni 2024 kondigde SK Beveren zijn komst aan.
1 Reus ·
4 Bateau ·
5 Luiz ·
6 Dicke ·
7 Kerrigan ·
8 Servais ·
9 Ola-Adebomi ·
10 Limbombe ·
11 Michiwaki ·
13 Khatir ·
15 Wuytens ·
16 Deman ·
18 Dewaele ·
20 Dassy ·
21 Jans ·
23 Fall ·
24 Moustapha ·
30 Corryn ·
32 Filipovic ·
34 Abrahams ·
43 Coopman ·
77 Ertürk ·
78 Van Hecke ·
84 Lusamba ·
92 Mertens ·
Brüls ·
Coach: Reedijk